# ポラメ病院駅
ポラメ病院駅（ポラメビョンウォンえき）は、大韓民国ソウル特別市銅雀区新大方洞にあるソウル軽電鉄新林線の駅。駅番号はS406。

## 歴史
- 2021年2月7日：駅名確定[1]。
- 2022年5月28日：開業。

## 隣の駅
ソウル軽電鉄新林線
ポラメ公園駅 (S405) - ポラメ病院駅 (S406) - 堂谷駅 (S407)